# گورستان باستانی لسان گردن
گورستان باستانی لسان گردن مربوط به هزاره دوم و اوایل هزاره اول قبل از میلاد است و در شهرستان سیاهکل، بخش دیلمان، دهستان پیرکوه، روستای اردسامان واقع شده و این اثر در تاریخ ۲۷ اسفند ۱۳۸۶ با شمارهٔ ثبت ۲۲۵۰۷ به‌عنوان یکی از آثار ملی ایران به ثبت رسیده‌است.